# Antoine Joseph Jobin
Antoine Joseph Jobin (* 1889 in Boston; † 1972) war ein US-amerikanischer Romanist kanadischer Herkunft.

## Leben und Werk
Jobin entstammte einer aus Québec eingewanderten frankokanadischen Familie. Er studierte an der Harvard University sowie an der University of Michigan. Er arbeitete als Übersetzer und Dolmetscher und diente in der US-amerikanischen Armee in Frankreich, zuletzt in Versailles als Dolmetscher von General Stanley H. Ford (1877–1954). 1920 ging er an die University of Michigan, zuerst als Instructor für Französisch und Spanisch, ab 1926 als Assistant Professor of French, ab 1946 als Associate Professor. Er promovierte 1935 an der gleichen Universität mit der Arbeit The regional literature of French Canada (erschienen u. d. T. Visages littéraires du Canada français, Montreal 1941). 1957 wurde er emeritiert.

## Weitere Werke
- Practical French dialogues for American soldier-interpreters. L'interprète militaire en France, Ann Arbor 1943